# Jean II. de Melun
Jean II. de Melun (* um 1290; † 1350) aus dem Haus Melun, Vicomte de Melun, Seigneur de Tancarville (durch seine Heirat mit Jeanne de Tancarville), de Montreuil-Bellay et (bis 1343) de Blaye, wurde 1318 von König Philipp V. dem Langen zum Großkammerherrn von Frankreich ernannt.

## Leben
Jean de Melun ist der älteste Sohn von Adam III., Vicomte de Melun, Seigneur de Montreuil-Bellay et de Châtillon-sur-Loing († 1305), und Jeanne de Sully, Dame de Château-Renard († 1306), Tochter von Henri III. de Sully und Péronelle de Joigny. Seine Brüder Guillaume († 1329) und Philippe († 1345) waren Erzbischöfe von Sens.
Er diente 1318 (Regentschaft von Philipp V.), 1338, 1339, 1342 und 1346 (Regentschaft von Philipp VI.) in der königlichen Armee. Er war Gouverneur von Burgund und Champagne, Kammerherr von Normandie und ab 1318 Großkammerherr von Frankreich.
Am 24. Mai 1347 ernannte Philipp VI. ihn zu einem seiner Testamentsvollstrecker. Er starb jedoch einige Wochen vor dem König im Jahr 1350 und wurde in der Abtei Le Jard beigesetzt.

## Ehe und Familie
Jean de Melun heiratete vor 1316 Jeanne de Tancarville et de Blaye († wohl 1327), die Tochter und Erbin von Robert, Sire de Tancarville, erblicher Kammerherr der Normandie, und Aude de Blaye; ihre Kinder sind:
- Jean III. de Melun (* um 1318; † 11. März 1382), 1350 Vicomte de Melun, 1351 zum Comte de Tancarville erhoben, 1362 Lieutenant-général de Berry, Auvergne, Lyonnais, Forez, Beaujolais, Burgund, Champagne und Brie, 1347 Großkammerherr von Frankreich; ⚭ 1334 Jeanne Crespin du Bec, Dame de Varenguebec et d’Étrépagny († kurz vor November 1350[8]), Tochter von Guillaume Crespin VI., Baron du Bec-Crespin, und Mathilde de Beaumetz[9] (Haus Crespin)
- Adam († 23. April 1361), Seigneur de Château-Landon, Erster Kammerherr des Königs Johann II. und des Dauphin
- Guillaume († 3. Mai 1376[10]), Erzbischof von Sens[11], Conseiller du Roi
- Simon († 5. März nach 1354), 1345 Kanoniker in Sens
- Robert, Écuyer; ⚭ 19. Oktober 1347[12] Isabelle de Chatenoy, sie heiratete in zweiter Ehe vor 1369 Étienne, Seigneur de Précy

Mit Vertrag vom 30. November 1329 heiratete er in zweiter Ehe Isabeau d’Antoing († 6. Dezember 1354, bestattet in Antoing), Erbin von Antoing, Épinoy, Zottegem, Prévotée de Douai, Burggräfin von Gent, die einzige Tochter von Hugues, Herr von Buggenhout, Prévôt de Douai, Seigneur d’Antoing et d’Épinoy, und Marie d’Enghien, Dame de Zottegem et d’Houdain, Burggräfin von Gent, Witwe von Heinrich II. von Löwen, Herr zu Gaesbeek und Herstal, und Alfonso de la Cerda, Baron de Lunel († 1327); ihre Kinder sind:
- Hugues († 1406), Burggraf von Gent, Seigneur d’Antoing et d’Épinoy; ⚭ (1) Marguerite de Picquigny, Dame de Falvy er de La Hérelle († zwischen 19. März 1371 und 1376), Tochter von Jean de Picquigny und Catherine de Châtillon-sur-Marne[17]; ⚭ (2) vor 18. November 1378 Béatrix de Beaussart, Dame de Wingles († nach 9. August 1410), Tochter von Robert de Beaussart, Seigneur de Wingles, und Laure Mauvoisin de Rosny, Witwe von Walter von Hondschote – die Eltern von Jean IV. de Melun
- Isabeau (* um 1328[18]; † 20. Dezember 1389 auf Burg Monceaux), Dame de Houdain; auch Isabelle von Melun (und später, als Comtesse d’Eu, Isabelle d’Artois) ⚭ (1) um 1343[19] Pierre I., Comte de Dreux († 3. November 1345); ⚭ (2) (Ehevertrag 11. Juli 1352) Jean d’Artois, 1352 Comte d’Eu († 6. April 1387)[20]
- Marie († 1374), 1361 bezeugt, 1371/72 Prévôtée de Douai; ⚭ Jacques de Gouy, Chevalier, Seigneur de Gouy († 1492), Sohn von Jean de Gouy und Marguerite de La Chérie
- ? Charles[21]